# أندي عزيز
أندي عزيز (بالإندونيسية: Andi Azis)‏ هو ضابط إندونيسي، ولد في 19 سبتمبر 1924.